# Prostitution in Turkmenistan

Rechtliche Situation der Prostitution in Asien. (Rot = Verboten, Grün = Legal und reguliert, Blau = Legal, aber organisierter Betrieb verboten)

Prostitution in Turkmenistan ist illegal, aber weit verbreitet. Die Prostitution hat in Turkmenistan und den Nachbarstaaten seit dem Zusammenbruch der Sowjetunion zugenommen. Armut ist einer der Gründe, warum Frauen sich der Prostitution zugewandt haben, manchmal unter dem Druck von Familienmitgliedern.
Prostituierte besuchen häufig Bars, Casinos und Nachtclubs, einige sind heroinabhängig. In Daşoguz, einer wichtigen Raststätte, bedienen viele Prostituierte („Nachtschmetterlinge“) die Lkw-Fahrer in den Nacht-Lkw-Parks.
Sexhandel ist in Turkmenistan ein Problem.

## Gesetzgebung
Das Strafgesetzbuch von Turkmenistan enthält die folgenden Artikel, die die Prostitution und damit verbundene Aktivitäten unter Strafe stellen:
Artikel 138. Die Praxis der Prostitution
Die wiederholte Ausübung der Prostitution im Laufe eines Jahres nach Verhängung einer Verwaltungsstrafe wird mit einer Geldstrafe in Höhe von 40 durchschnittlichen Monatslöhnen oder Korrekturarbeit für eine Dauer von bis zu 2 Jahren oder Freiheitsentzug für eine Dauer von bestraft bis zu 2 Jahren.
Artikel 139. Verführung in die Prostitution
(1) Die Aufnahme in die Prostitution wird mit Korrekturarbeit für eine Dauer von bis zu 2 Jahren oder Freiheitsentzug für eine Dauer von bis zu 2 Jahren bestraft.
(2) Diese Handlung, wenn durchgeführt:
(a) wiederholt;
(b) von einer Gruppe von Verschwörern;
(c) in Bezug auf einen Minderjährigen;
(d) mit der Anwendung körperlicher Gewalt oder der Androhung ihrer Anwendung;
(e) mit Erpressung oder Täuschung;
wird mit Freiheitsentzug für eine Dauer zwischen 3 und 8 Jahren bestraft
Artikel 140. Errichtung oder Führung eines Bordells
(1) Die Errichtung oder Führung eines Bordells wird mit Freiheitsentzug für eine Dauer von bis zu 5 Jahren mit oder ohne Einziehung von Eigentum, mit oder ohne Auferlegung einer Zwangsaufenthaltsanordnung für eine Dauer zwischen zwei Jahren bestraft 2 und 5 Jahre.
(2) Diese Handlungen werden bei wiederholter Begehung mit Freiheitsentzug für eine Dauer zwischen 3 und 8 Jahren, mit oder ohne Einziehung von Eigentum, mit oder ohne Auferlegung einer Zwangsaufenthaltsanordnung für eine Dauer zwischen 2 und 8 Jahren bestraft 5 Jahre.
Artikel 141. Beschaffung
(1) Die Beschaffung wegen Ausschweifung oder Prostitution wird mit Freiheitsentzug für eine Dauer von bis zu 5 Jahren mit oder ohne Einziehung von Eigentum bestraft.
(2) Diese Handlung wird bei wiederholter Begehung mit Freiheitsentzug für eine Dauer zwischen 3 und 8 Jahren mit oder ohne Einziehung von Eigentum bestraft.
Artikel 142. Zuhälter
(1) Zuhälter aus gewinnorientierten Motiven, dh die Beschäftigung von Prostituierten zum Zwecke ihrer sexuellen Ausbeutung, wird mit Freiheitsentzug für eine Dauer von 2 bis 5 Jahren mit oder ohne Beschlagnahme von Eigentum bestraft.
(2) Diese Handlung wird bei wiederholter Begehung mit Freiheitsentzug für eine Dauer zwischen 3 und 8 Jahren mit oder ohne Einziehung von Eigentum bestraft.

## VIP-Unterhaltung
Unter der Präsidentschaft von Saparmurat Niyazov wurde eine Form der staatlichen Prostitution eingeführt. Gut aussehende Schülerinnen und Studentinnen wurden aus den Provinzen in die Hauptstadt Aschgabat geschickt, um dort ausgebildet zu werden, um hochrangige Beamte und VIPs zu „unterhalten“.
Die Studentinnen wurden von örtlichen Beamten ausgewählt. Sie mussten zwischen 17 und 20 Jahre alt sein, groß, schlank und gut aussehende Haare und Zähne haben. Einmal gewählt, gab es keine Ablehnung der „Ehre“. Ursprünglich konnten sie jeder ethnischen Zugehörigkeit angehören, später wurden jedoch nur „reinblütige“ turkmenische Frauen ausgewählt. Kurdische, belutschische oder russische Mädchen wurde beispielsweise nicht selektiert.
In Aschgabat angekommen, wurden sie in Etikette und höflichen Manieren geschult, um Geschirr zu stellen und Geschirr zu servieren. Diejenigen, die es nicht als „Körper“ schafften, wurden verwendet, um niedrigrangige Beamte bei Veranstaltungen zu bedienen.

## Sexhandel in Usbekistan
Turkmenistan ist ein Herkunftsland für Frauen und Kinder, die dem Sexhandel ausgesetzt sind. Turkmenische Frauen sind im Ausland Sexhandel ausgesetzt. Die Türkei, Russland und Indien sind die häufigsten Ziele turkmenischer Opfer, gefolgt von anderen Ländern im Nahen Osten, Süd- und Zentralasien sowie Europa. Einwohner ländlicher Gebiete in Turkmenistan sind am stärksten gefährdet, Opfer von Menschenhandel im In- und Ausland zu werden.
Artikel 129.1 des Strafgesetzbuchs in der im November 2016 geänderten Fassung definiert den Menschenhandel als Gewalt-, Betrugs- oder Zwangshandlungen, scheint jedoch den Zweck des Verbrechens, nämlich Ausbeutung, nicht in seine Definition aufzunehmen. Es befreit auch die Opfer des Menschenhandels von der strafrechtlichen Verantwortung für Handlungen, die infolge des Menschenhandels begangen wurden. Artikel 129.1 schreibt Strafen von vier bis 25 Jahren Haft vor. Frauen unter 35 Jahren dürfen nicht in die Türkei oder in die Vereinigten Arabischen Emirate fliegen, wenn es um Prostitution geht.
Das US-Außenministerium zur Überwachung und Bekämpfung des Menschenhandels stuft Turkmenistan als Tier-3-Land ein.